# Bernd Jäger (Turner)
Bernd Jäger (* 18. November 1951 in Kahla) ist ein ehemaliger deutscher Gerätturner. 

## Karriere
Er gewann bei den Olympischen Sommerspielen 1976 in Montreal für die Deutsche Demokratische Republik (DDR) startend eine Bronzemedaille im Mannschaftsmehrkampf. Seine beste Einzelplatzierung bei diesen Olympischen Spielen war ein vierter Platz am Barren.
Im Jahr 1974 turnte er bei einem Länderwettkampf in der Schweiz am Reck erstmals den später nach ihm benannten Jägersalto, einen Grätschsalto vorwärts in den Hang, mit dem er im Reckturnen eine Neuausrichtung zu Übungen mit mehr Flugelementen auslöste. Im gleichen Jahr belegte er bei den Weltmeisterschaften in Warna mit der DDR-Mannschaft den dritten Platz im Mannschaftsmehrkampf sowie in den Einzelwettkämpfen am Reck und am Barren jeweils den fünften Platz. Bei den DDR-Meisterschaften siegte er 1975 im Mehrkampf, 1973 und 1975 am Reck sowie 1974 und 1975 am Barren.
Bernd Jägers Heimatverein war der ASK Vorwärts Potsdam, bei dem er später als Trainer tätig war. Darüber hinaus wirkte er von 1997 bis 2000 auch als finnischer Nationaltrainer und führte während dieser Zeit Jani Tanskanen zum Weltmeistertitel am Reck. Seit März 2001 trainiert er die Kunstturner der VT Rinteln. Ende 2019 führte Jäger einen Turnlehrgang im namibischen Swakopmund durch.